# کونو بکر
کونو بکر (اسپانیایی: Kuno Becker‎؛ زادهٔ ۱۴ ژانویهٔ ۱۹۷۸) یک هنرپیشه اهل مکزیک است.
از فیلم‌ها یا برنامه‌های تلویزیونی که وی در آن نقش داشته است می‌توان به تصور آرژانتین، سکس و صبحانه و خانه به‌دوش اشاره کرد.